# 泉佐野市立佐野中学校
泉佐野市立佐野中学校（いずみさのしりつ さの ちゅうがっこう）は、大阪府泉佐野市の公立中学校。
1976年に従来の泉佐野市立中学校3校を再編（泉佐野市立第一・第二・第三→泉佐野市立佐野・新池・第三）した際に、旧泉佐野市立第一中学校の校区全域と旧泉佐野市立第二中学校の校区の一部を統合して開校した。
2024年（令和6年）4月より、夜間学級が開設された。

## 沿革
- 1976年 - 開校
- 2024年4月 - 夜間学級を開設

## 通学区域
- 泉佐野市立第一小学校・泉佐野市立第三小学校・泉佐野市立末広小学校の通学区域。
- 泉佐野市立第二小学校の通学区域の大半。

## 交通
- 南海本線 羽倉崎駅 北へ約700m。
- JR関西空港線・南海空港線 りんくうタウン駅 南へ約1km。